# Lisbon (Maryland)
Lisbon est une census-designated place située dans le comté de Howard, dans l’État du Maryland, aux États-Unis. Lors du recensement de 2020, elle comptait 282 habitants.